# Hylomyrma blandiens
Hylomyrma blandiens är en myrart som beskrevs av Kempf 1961. Hylomyrma blandiens ingår i släktet Hylomyrma och familjen myror. Inga underarter finns listade i Catalogue of Life.